# Haselsdorf-Tobelbad
Haselsdorf-Tobelbad är en kommun i Österrike. Den ligger i distriktet Graz-Umgebung i förbundslandet Steiermark,  160 km sydväst om huvudstaden Wien.
Kommunen består av fyra orter (Ortschaften) (inom parentes invånarantal 1 januari 2024):
- Badegg (382)
- Haselsdorf (329)
- Haselsdorfberg (507)
- Tobelbad (404)